# لونی، پنجاب
لونی (به انگلیسی: Luni) یک منطقهٔ مسکونی در پاکستان است که در پنجاب واقع شده‌است. لونی ۲۷۸ متر بالاتر از سطح دریا واقع شده‌است.